# Hänigsen
Hänigsen (niederdeutsch Hähnsen) ist die zweitgrößte Ortschaft der Gemeinde Uetze in der niedersächsischen Region Hannover.

## Geografie
Hänigsen, im östlichen Teil der Region Hannover, liegt etwa 27 km nordöstlich von Hannover nahe der Burgdorfer Aue, etwas nördlich der Bundesstraße 188 zwischen Burgdorf und dem Ortsteil Uetze. Am westlichen Rand ist der Ort mit Obershagen, einem weiteren Ortsteil der Gemeinde, zusammengewachsen.
Der Burgdorfer Berg ist mit 55 m ü. NHN die höchste Erhebung des Ortes. Nach örtlicher Lesart verfügt Hänigsen über sieben Berge. Es sind im Folgenden: Burgdorfer Berg, Mühlenberg, Slötschenberg, Bäckerberg, Schmiedeberg, Homanns Berg und Kuhlenberg.

## Geschichte
Hänigsen wurde 1226 erstmals urkundlich erwähnt und hieß damals noch Henighusen (das bedeutete: Ort der Sippe Henning). Die reichsfreien Edelherren von Meinersen waren in Hänigsen reich begütert. Laut ihrem Lehnsregister gaben sie um 1220 in Henighusen 20 Hufen und zwei Mühlen als Lehen an Lippold von Escherde und seinen Bruder. Vier Höfe um 1280 als Lehen an Johannes von Escherde. Ein halber Zehnt um 1280 an Gebhard von Bortfeld sowie zwei halbe Zehnt an Johannes von Escherde. Das Patronat, ein Lehen der Herzöge von Braunschweig-Lüneburg an die Edelherren, verafterlehnten sie schon um 1230 an die Familie Spanghe und ab 1280 an Johannes von Escherde.
Der Spitzname für Hänigsen lautet Kasparland. Bis in die Mitte des 19. Jahrhunderts trugen viele Hänigser Bürger den Vornamen Kaspar. Die Kleinbahn der Burgdorfer Kreisbahnen GmbH, die Hänigsen von 1908 bis 1961 mit Burgdorf verband, trug den Spitznamen Kasparbahn.
Im Jahr 1529 wurde die Reformation in Hänigsen eingeführt.
Zwei große Brandkatastrophen suchten den Ort heim: Im Jahr 1647 vernichtete ein Feuer einen großen Teil des Dorfes, und am Pfingstmontag des Jahres 1693 brannten 57 Gebäude ab.
Am 8. Juli 1746 stand Catharina Dammann, eine noch junge schöne Schustersfrau aus Hänigsen, auf der Richtstätte des Amtes Meinersen. Die am 29. Dezember 1715 in Obershagen geborene Frau hatte versucht, ein Pferd von einer Weide wegzuführen, um es in Gifhorn zu verkaufen. Sie wurde gefasst, saß zwei Jahre im Meinerser Gefängnis und wurde vom Nachrichter Johann Christoph Funke aus Uetze, der an ihr sein „Meisterstück“ verrichtete, enthauptet.
Ab dem Jahr 1852 gehörte Hänigsen zum Amt Burgdorf, vorher hat es über mehrere Jahrhunderte zum Amt Meinersen gehört.
Hänigsen ist bekannt durch das tiefste Kali-Salz-Bergwerk weltweit (1525 m) mit dem Schacht Riedel. Auch verfügt es mit den Teerkuhlen am Kuhlenberg über das älteste, urkundlich nachgewiesene Erdölvorkommen in Norddeutschland, das 
der Chemnitzer Geologe und Bürgermeister Georgius Agricola 1546 erwähnte. 
1860 und 1862 erbohrte Georg Hunäus Erdöllagerstätten bei Hänigsen. Im Jahr 1905 wurde mit dem Abteufen des Schachtes Riedel begonnen, der Betrieb wurde im Jahr 1909 aufgenommen, nach Einstellung der Förderung wurde der Schacht Mitte der 1930er Jahre vom Oberkommando des Heeres übernommen und ausgebaut.
Seit 1938 wurde von der Wehrmacht etwa zwei Kilometer nördlich des Schachtes die Heeresmunitionsanstalt Hänigsen, (Heeresmuna Waldlager) errichtet, die die produzierte Munition im Schacht eingelagerte. Auf halber Strecke zwischen dem Fertigungsbereich und dem Schacht wurde ein Barackenlager für die Arbeitskräfte der Munitionsanstalt gebaut, das Lager Celler Weg.
Im April 1945 wurden die Betriebsteile der Muna Hänigsen durch alliierte Truppen besetzt. Unter britischer Besatzung wurde versucht, die Munition vollständig aus dem Bergwerk herauszuholen. Dabei kam es am 18. Juni 1946 zum Explosionsunglück in der Heeresmunitionsanstalt Hänigsen, bei dem rund 10.000 t Munition detonierten. Beim Unglück starben, hauptsächlich unter Tage, 86 Menschen.
Im Jahr 1996 wurde das Bergwerk stillgelegt. Das Vorhaben, im Bergwerk eine Sondermülldeponie einzurichten, wurde nach Protesten einer Bürgerbewegung und aufgrund geänderter wirtschaftlicher Bedingungen aufgegeben. Das ehemalige Bergwerk wird derzeit planmäßig geflutet.
Der Pferdeversicherungsverein Hänigsen wurde auf Initiative des Landwirts Wilhelm Pries am 16. August 1908 gegründet. 26 Landwirte waren zu Beginn dabei. Sie wählten Wilhelm Pries zum Ersten Vorsitzenden, Heinrich Müller vom Hof Nr. 39 zu dessen Stellvertreter und den Gastwirt Otto Ewald zum Rechnungsführer. Der Verein versichert heute Pferde aus Hänigsen, Uetze, Dahrenhorst, Dollbergen, Katensen, Schwüblingsen, Ahlten, Kolshorn, Burgwedel, Dachtmissen, Otze, Weferlingsen, Obershagen und Bockelskamp und deckt damit einen recht großen Einzugsbereich ab.
Ebenfalls bekannt gemacht hat den Ort der Verein TSV Friesen Hänigsen von 1908. Im Rahmen der 750-Jahr-Feier fand vor 2200 Zuschauern am 8. Juni 1977 ein Freundschaftsspiel zwischen dem Fußball-Bundesligisten Werder Bremen und dem Bezirksligisten TSV Friesen Hänigsen statt (10:3 Endstand).
Am 20. November 1984 fand vor 16.000 Zuschauern im Rahmen der zweiten Runde im DFB-Pokal 1984/85 ein Spiel zwischen dem FC Bayern München und dem TSV Friesen Hänigsen im Hänigser Stadion statt (Endstand 8:0 für München).
Hänigsen hat sich außerdem von 1786 bis 1988 als größte Deckstation des Celler Landgestüts einen guten Namen in der Pferdezucht gemacht.
Im Oktober 1992 wurde eine 19-jährige Schülerin während eines Feuerwehrballs vergewaltigt und ermordet. Dies führte zur ersten Massenuntersuchung von DNA in ganz Deutschland. 120 Ballteilnehmer gaben damals eine Blutprobe ab. Der Täter, ein 34-jähriger Masseur, wurde überführt.
Dieser Fall wurde in einer Folge „Die spektakulärsten Kriminalfälle“ auf kabel eins behandelt, die am 3. Dezember 2017 zuletzt ausgestrahlt wurde.
Am 4. November 1999 wurde durch Bauarbeiten eine Gasexplosion in einem Zweifamilien-Fachwerkhaus ausgelöst. Sechs Menschen starben.

### Eingemeindungen
Zur Gebietsreform in Niedersachsen wurde die zuvor selbständige Gemeinde Hänigsen am 1. März 1974 in die Gemeinde Uetze eingegliedert.

### Einwohnerentwicklung
Die Einwohnerzahl stieg aufgrund der starken Zuwanderung von Arbeitern des Kalibergwerkes sowie deren Familienangehörigen bis zum Jahr 1939 stark an. Als Folge des Zweiten Weltkrieges und dem Zuzug von Flüchtlingen und Heimatvertriebenen aus Ostpreußen, Pommern und Schlesien stieg die Zahl der Einwohner weiter bis zum Jahr 1946 an, sank aber bis 1950 wieder, weil ein Teil der Neubürger wegen mangelnder Arbeit in andere Gebiete Deutschlands zog.
| Jahr | Einwohner | Quelle |
| ---- | --------- | ------ |
| 1885 | 0857      | [ 17 ] |
| 1910 | 1577      | [ 18 ] |
| 1925 | 1919      | [ 17 ] |
| 1933 | 1851      | [ 17 ] |
| 1939 | 2081      | [ 17 ] |
| 1946 | 4606      |        |
| 1950 | 4163      | [ 19 ] |
| 1956 | 4315      | [ 19 ] |
| 1961 | 4410      | [ 16 ] |

| Jahr | Einwohner | Quelle |
| ---- | --------- | ------ |
| 1970 | 4314      | [ 16 ] |
| 1973 | 4368      | [ 1 ]  |
| 1974 | 4588      |        |
| 2005 | 6000      |        |
| 2013 | 5997      |        |
| 2014 | 6014      | [ 20 ] |
| 2016 | 6030      | [ 2 ]  |
| 2017 | 5967      | [ 2 ]  |
| 0    | 0         | 0      |

|  |

## Religion

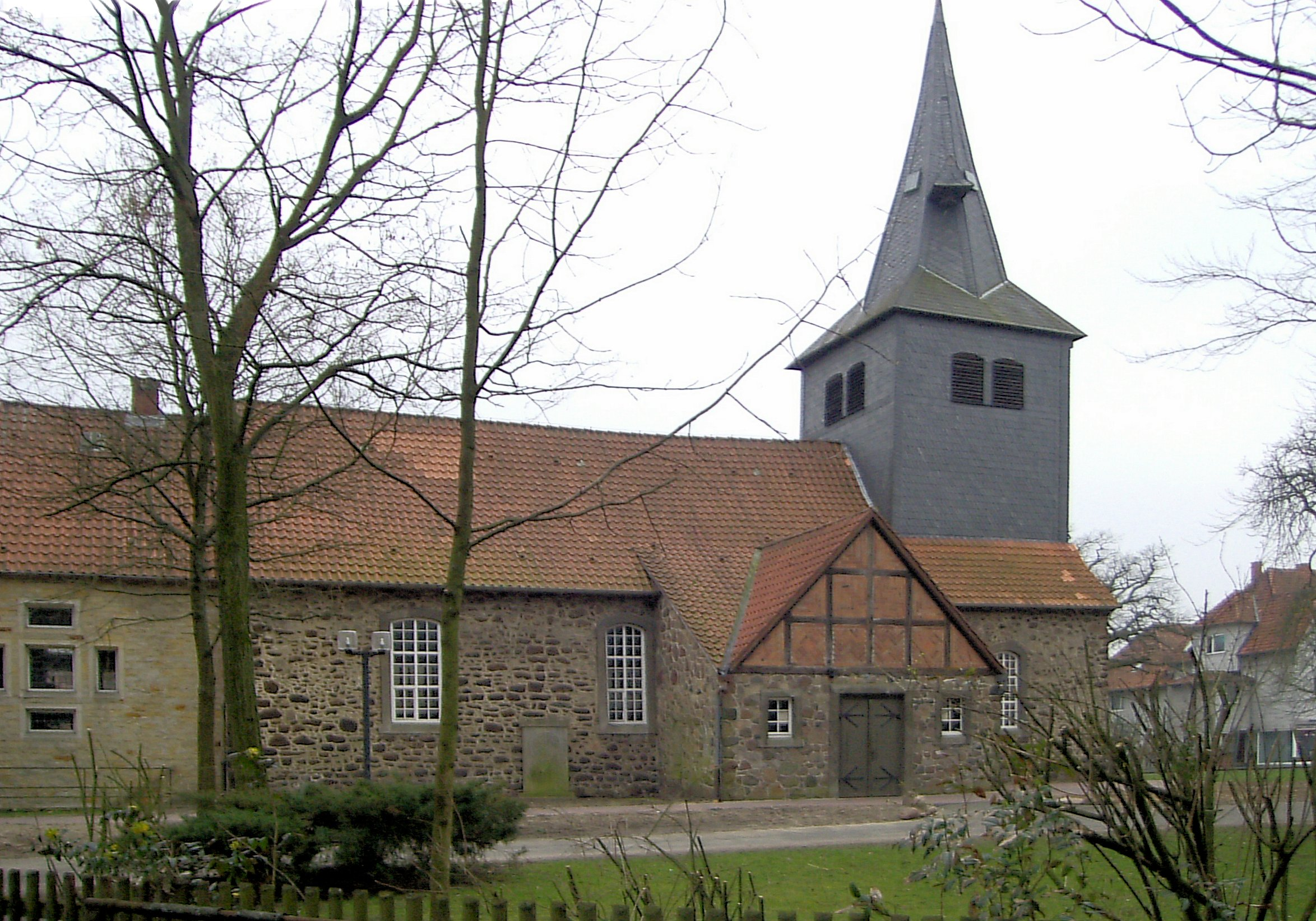
St.-Petri-Kirche

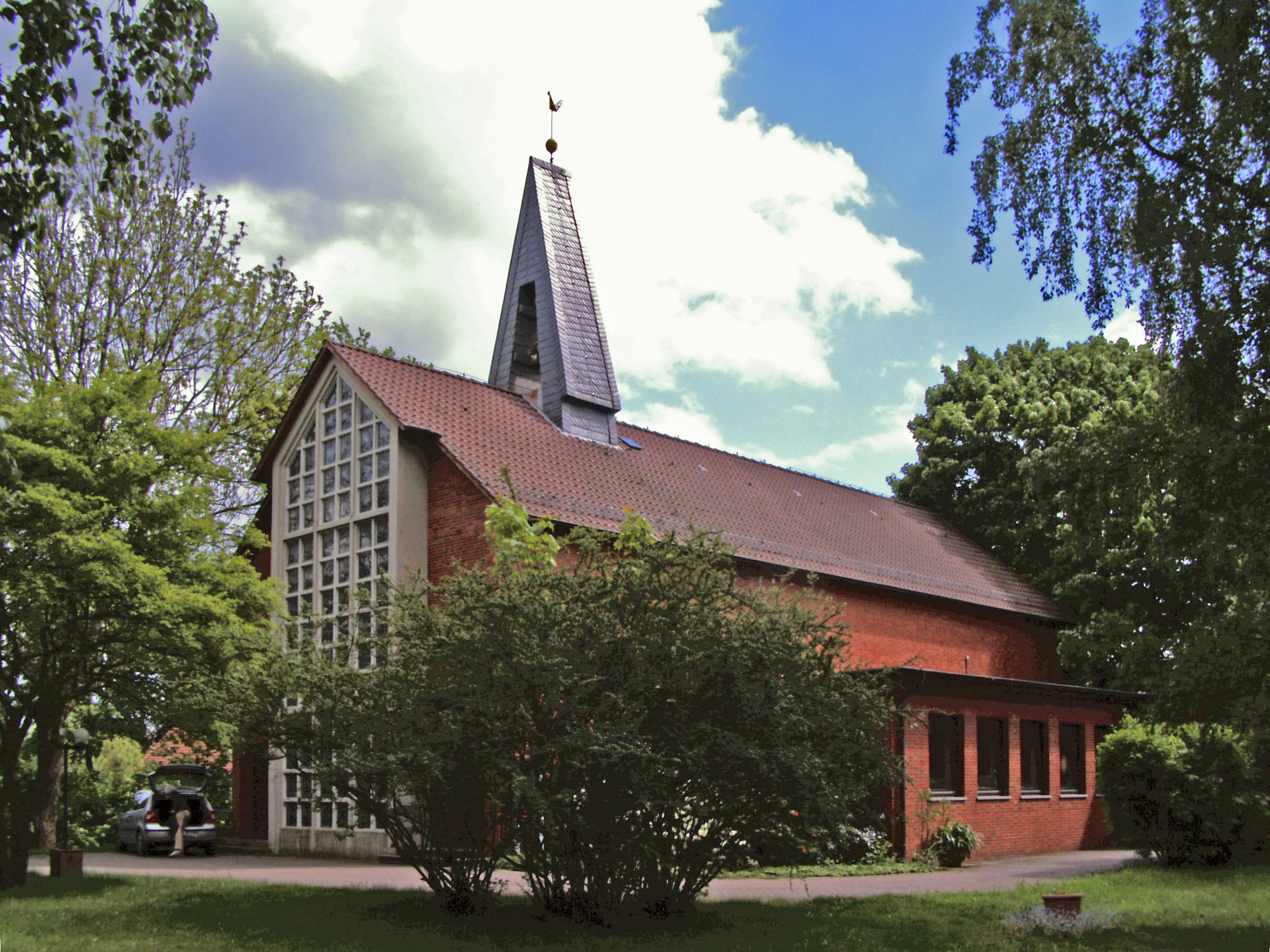
St.-Barbara-Kirche

Die evangelisch-lutherische St.-Petri-Kirche befindet sich im Ortskern, ihre ältesten Bestandteile stammen aus der Zeit um 1274. Sie gehört zur Kirchengemeinde Hänigsen-Obershagen im Kirchenkreis Burgdorf. Zur Kirchengemeinde gehört in Hänigsen auch der Friedhof.
Die römisch-katholische St.-Barbara-Kirche wurde 1960/61 erbaut und 2012 profaniert. Die an der Obershagener Straße gelegene Kirche gehörte zuletzt zur Pfarrgemeinde St. Nikolaus in Burgdorf. Das Kirchengebäude wurde im Herbst 2013 abgerissen, das Grundstück ab 2014 mit Wohnhäusern bebaut.
Die 1959 erbaute Neuapostolische Kirche an der Obershagener Straße wird seit Februar 2006 nicht mehr für Gottesdienste genutzt.

## Politik

### Ortsrat
Der Ortsrat von Hänigsen setzt sich aus zwei Ratsfrauen und sieben Ratsherren folgender Parteien zusammen:
- SPD: 5 Sitze
- CDU: 3 Sitze
- Grüne: 1 Sitz

(Stand: Kommunalwahl 11. September 2016)

### Ortsbürgermeister
Ortsbürgermeister ist Norbert Vanin (SPD).

### Wappen
Das Hänigser Kommunalwappen basiert auf einem Entwurf der Schüler der Volksschule Hänigsen aus dem Jahre 1953. In die endgültige Fassung wurde es von dem Heraldiker und Wappenmaler Gustav Völker gebracht. Der Künstler erschuf zahlreiche Wappen in der Region Hannover. Das Wappen wurde am 20. Juni 1955 durch den Niedersächsischen Minister des Innern verliehen.
| Wappen von Hänigsen | Blasonierung: „Geteilt, oben gespalten. Vorn in Schwarz zwei gekreuzte, goldene Berghämmer; hinten in Silber ein schwarzer Ölbohrturm. Unten in Grün ein schreitendes, silbernes Ross.“ |
| Wappen von Hänigsen | Wappenbegründung: Da in Hänigsen die Landwirtschaft und die Industrie etwa je zur Hälfte die Grundlage des heutigen Wirtschaftslebens bilden, wurde dies auch symbolisch gleichberechtigt untereinander im Gemeindewappen dargestellt. Die vorderen Berghämmer symbolisieren den örtlichen Kalibergbau und der Bohrturm die heimische Ölindustrie als industrielle Grundlage des Hänigser Erwerbslebens. Das schreitende (hannoversche) Pferd wurde bewusst als Sinnbild der heimischen Landwirtschaft ausgewählt, denn Hänigsen ist nachweisbar ein altes Pferdezüchter-Dorf und nimmt trotz fortschreitender Motorisierung eine Sonderstellung ein. 1815 wurde hier bereits eine Deckstelle des Celler Landgestüts eingerichtet, die auch heute noch besteht und äußerer Anlass dafür ist, dass Hänigsen immer wieder zum Treffpunkt der Reiter, Pferdezüchter und -liebhaber wird. |

## Kultur und Sehenswürdigkeiten

### Bauwerke
- Im westlichen Ort steht mit der Hänigser Bockwindmühle eine der wenigen betriebsbereit erhaltenen Bockwindmühlen Deutschlands (1705 errichtet, bis 1995 gewerblich genutzt).
- Die St. Petri Kirche Hänigsen wurde seit dem 13. Jahrhundert bis 1964 erweitert.
- Die Schule aus dem Jahr 1911 (aufgrund der markanten Bauweise auch als Kaffeemühle bekannt) wurde im Jahr 1954 durch den im Volksmund so genannten Schafstall, im Jahr 1959 durch die Sporthalle sowie im Jahr 1964 durch den sog. Zehnklassentrakt ausgebaut. Seit 2006 ist die ehemalige Grund- und Hauptschule eine reine Grundschule, die Hauptschule wurde nach Uetze verlagert.
- Das Freibad (1954 eingeweiht, bekannt wegen seines Zehn-Meter-Sprungturms) sowie das Stadion (eingeweiht 1961) wurden vom Hildesheimer Architekten Otto Immendorff geplant.

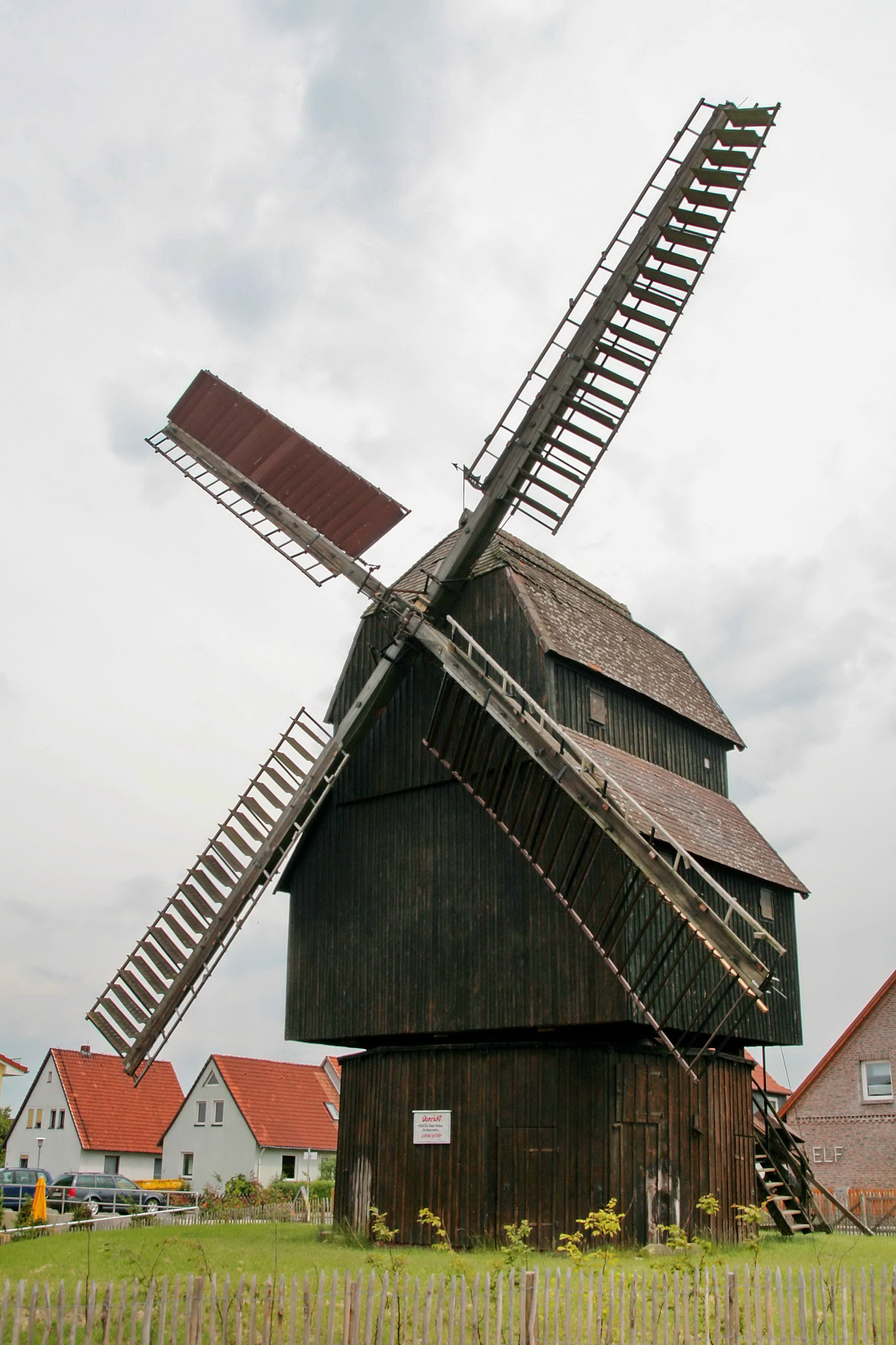
Hänigser Bockwindmühle von 1705
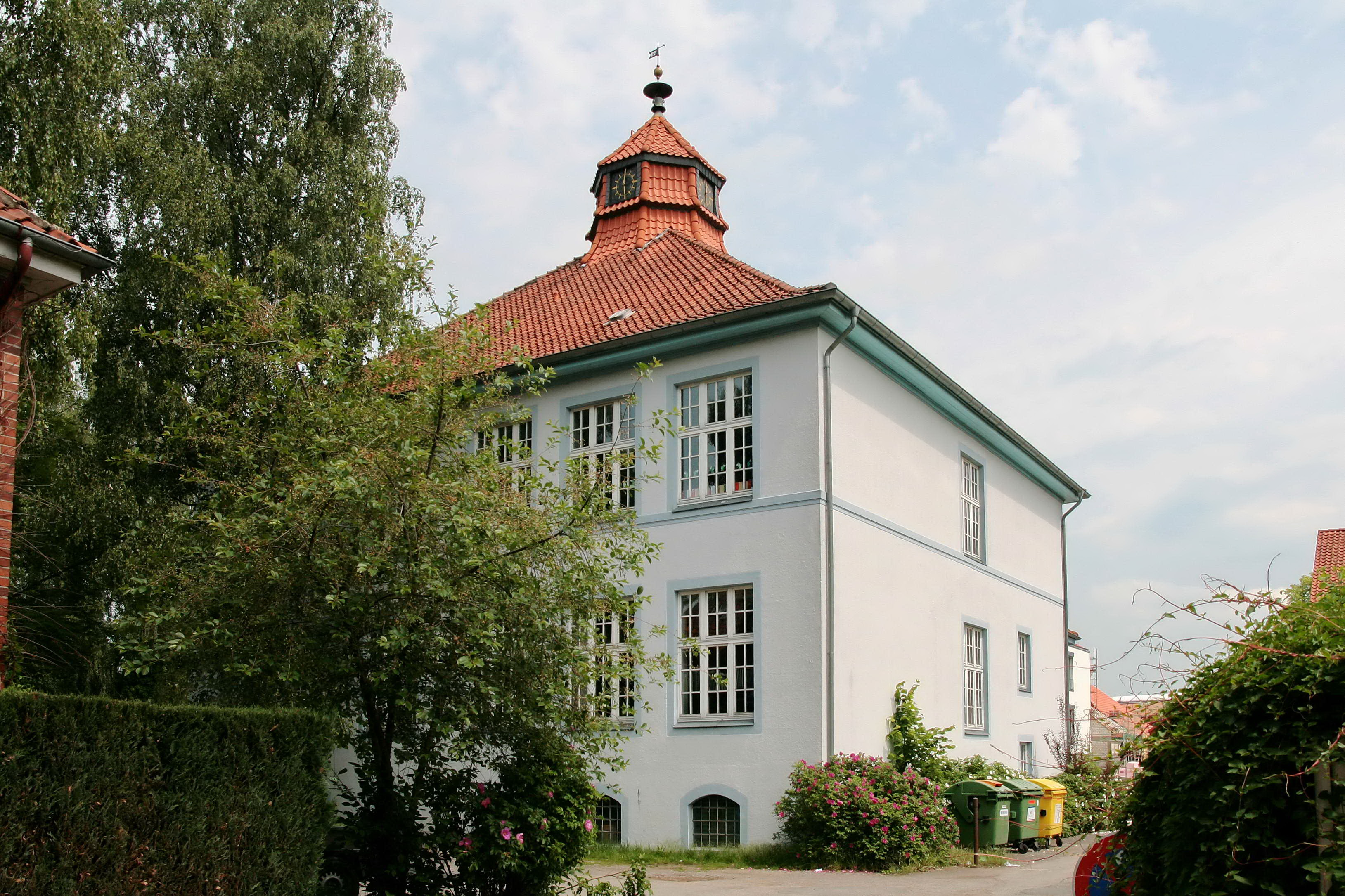
Schule von 1911, wegen der Bauform als Kaffeemühle bekannt
Zehn-Meter-Sprungturm im Schwimmbad Hänigsen

### Museen

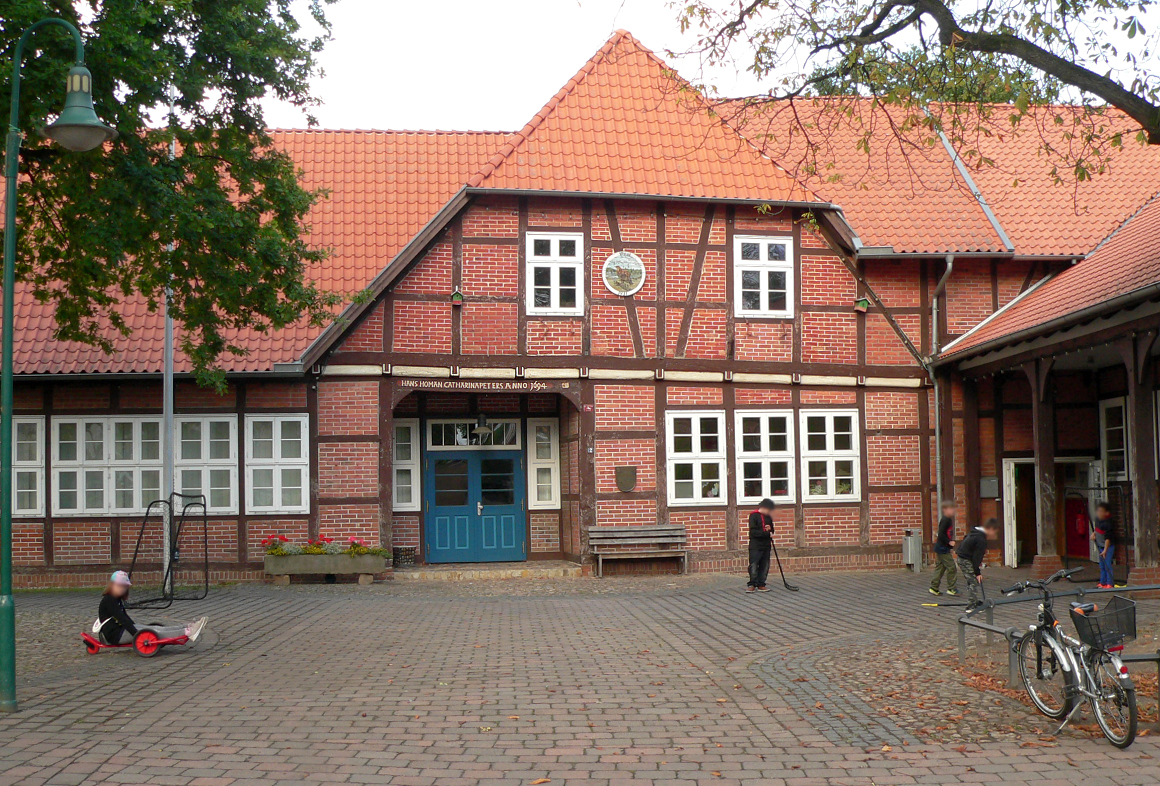
„Haus am Pappaul“ mit der Hänigser Heimatstube

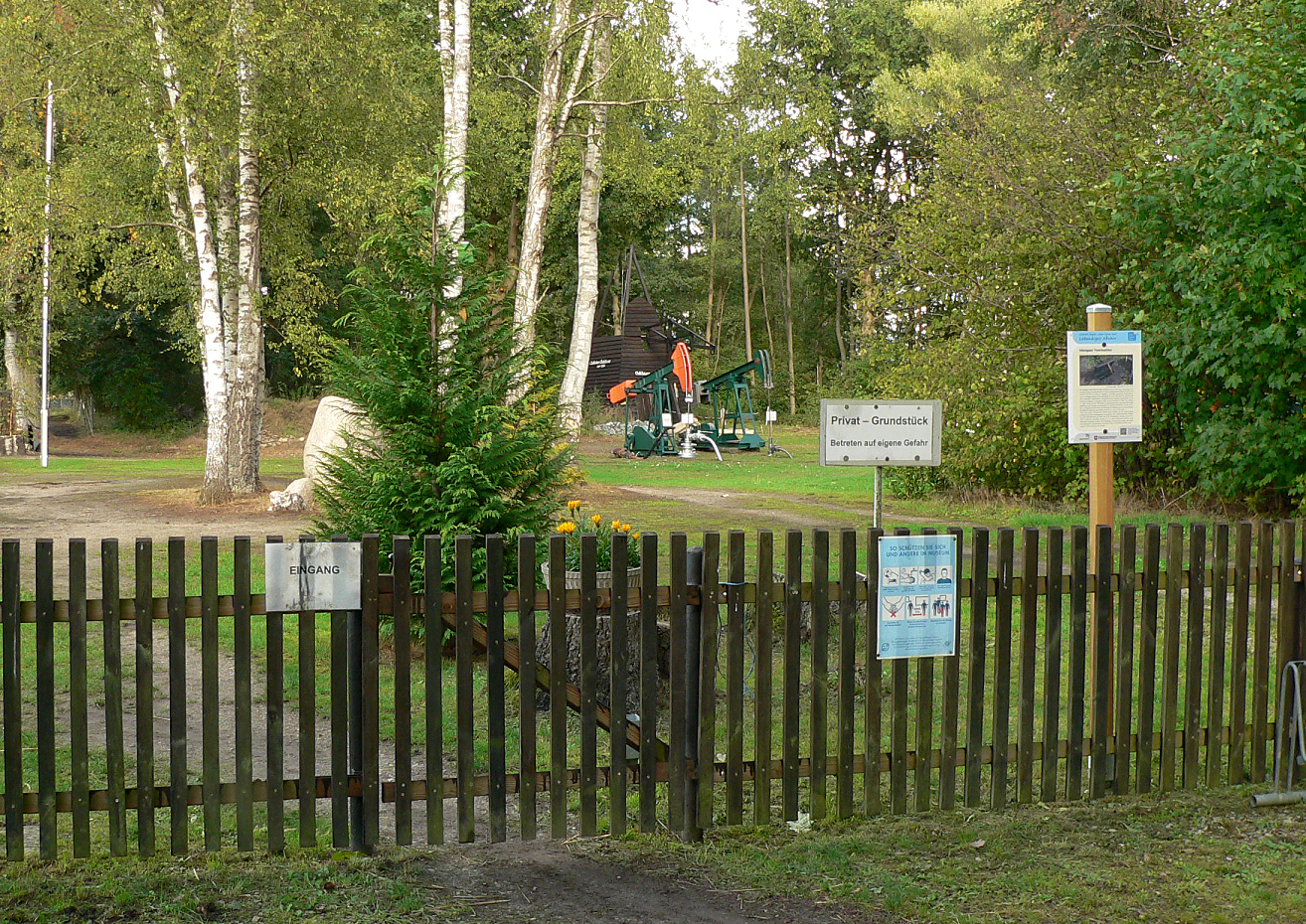
Gelände des Teerkuhlen-Museums Hänigsen

Der Ort beherbergt zwei kleine Heimatmuseen. Eines ist die Hänigser Heimatstube mit vielen interessanten Exponaten aus der Ortsgeschichte. Sie ist im „Haus am Pappaul“ in der Ortsmitte untergebracht und öffnet jeweils am Sonntagnachmittag.
Daneben gibt es das Teerkuhlen-Museum Hänigsen als Freilichtmuseum an den Teerkuhlen am Kuhlenberg. Der Heimatbund betreibt dort ein kleines Erdölmuseum. Darin und auf dem angeschlossenen Freigelände befinden sich Ausstellungsstücke zur Erdölindustrie, die die Entwicklung des Ortes maßgeblich mitgeprägt hat. Bereits 1546 erwähnte Georg Agricola dieses Erdölvorkommen in seinem grundlegenden Werk De natura fossilium, in dem er das zeitgenössische Wissen über Bodenschätze und Bergbau zusammenfasste. Es handelt sich bei den Teerkuhlen um eines der ältesten, urkundlich nachgewiesenen Erdölvorkommen in Norddeutschland.

### Vereine
In Hänigsen existieren zurzeit 39 Vereine. Das Angebot reicht vom kleinsten Verein, dem Kaninchenzuchtverein, über Schachverein, Ziegenzuchtverein, Heimatbund, Männergesangverein, DLRG, Bürgerschützenverein (1925 gegründet), Baseballverein bis zum größten Verein, dem TSV Friesen Hänigsen. 

### Körperschaften des öffentlichen Rechts
Die Freiwillige Feuerwehr wurde in Hänigsen im Jahr 1898 gegründet. 

### Regelmäßige Veranstaltungen
- Das erste Schützenfest (damals Pfingstbier genannt) wurde 1614 erwähnt. Heutzutage wird es regelmäßig am dritten Samstag im August abgehalten, wobei die Besonderheit darin liegt, dass es von Samstag bis einschließlich Montag dauert. Den traditionellen Schützenumzug begehen die Hänigser Vereine sowie verschiedene Schützenvereine und Spielmannszüge aus der Umgebung am Sonntag.
- Im September findet seit 1985 auf dem Schützenplatz das Alttraktor- und Nutzfahrzeugtreffen des Die Selbstzünder – Freunde alter Nutzfahrzeuge in Niedersachsen e. V. statt.

## Persönlichkeiten
Söhne und Töchter des Ortes
- Ernst Kohlmeyer (1882–1959), evangelischer Theologe, Professor für Kirchengeschichte in Kiel, Breslau, Halle an der Saale und Bonn
- Martin Rodewald (1904–1987), Meteorologe
- Detlef Dürr (1951–2021), Professor für Mathematik und theoretische Physik an der Ludwig-Maximilians-Universität München

Mit dem Ort verbunden
- Wolfgang Mierswa (* 1947), Pädagoge, Fußballschiedsrichter und Schiedsrichterfunktionär; lebt in Hänigsen